# Sommer-Paralympics 2008/Rollstuhlrugby
Bei den Sommer-Paralympics 2008 in Peking wurden Medaillen nur in einem gemischten Wettbewerb für Männer und Frauen im Rollstuhlrugby vergeben. Die Entscheidungen fielen zwischen dem 12. September und dem 16. September 2008 in der Universität für Wissenschaft und Technik. Die amerikanische Rollstuhlrugbynationalmannschaft gewann das Turnier.

## Klassifizierung
In jedem Spiel treten zwei Mannschaften mit jeweils vier Feldspielern und acht Auswechselspielern an. Alle Spieler sind Quadriplegiker und besitzen Behinderungen in drei oder vier ihrer Extremitäten. Jeder Spieler besitzt eine bestimmte Anzahl an Punkten, die seine Bewegungsfreiheit im Rollstuhl und damit den Grad seiner Behinderung ausdrückt. Die Klassifizierung in 0,5 großen Schritten reicht von 0,5 (stärkste Beeinträchtigung) bis 3,5 (schwächste Beeinträchtigung). Die Gesamtpunktzahl aller fünf Spieler einer Mannschaft auf dem Feld darf acht Punkte nicht überschreiten. Gespielt werden vier Viertel von je acht Minuten. Bei Gleichstand folgt eine dreiminütige Verlängerung.

## Vorrunde

### Gruppe A
| Rang | Land                | S | G | V | Punkte  | Diff. |
| ---- | ------------------- | - | - | - | ------- | ----- |
| 1    | Vereinigte Staaten  | 3 | 3 | 0 | 146:99  | +47   |
| 2    | Kanada              | 3 | 2 | 1 | 137:102 | +35   |
| 3    | Japan               | 3 | 1 | 2 | 132:130 | +2    |
| 4    | Volksrepublik China | 3 | 0 | 3 | 93:177  | −84   |

| Spiel | Datum                         | Begegnung          | Begegnung | Begegnung           | Q1    | Q2    | Q3    | Q4    | Verl. | Erg.  |
| ----- | ----------------------------- | ------------------ | --------- | ------------------- | ----- | ----- | ----- | ----- | ----- | ----- |
| 1     | 12. September 2008, 13:00 Uhr | Vereinigte Staaten | -         | Volksrepublik China | 16:8  | 22:10 | 17:6  | 10:6  |       | 65:30 |
| 1     | 12. September 2008, 15:00 Uhr | Kanada             | -         | Japan               | 12:12 | 13:10 | 9:9   | 14:9  |       | 48:40 |
| 2     | 13. September 2008, 13:00 Uhr | Kanada             | -         | Volksrepublik China | 13:5  | 14:8  | 16:4  | 14:8  |       | 57:25 |
| 2     | 13. September 2008, 15:00 Uhr | Vereinigte Staaten | -         | Japan               | 9:6   | 9:9   | 11:10 | 15:12 |       | 44:37 |
| 3     | 14. September 2008, 13:00 Uhr | Japan              | -         | Volksrepublik China | 16:8  | 12:9  | 14:12 | 13:9  |       | 55:38 |
| 3     | 14. September 2008, 15:00 Uhr | Vereinigte Staaten | -         | Kanada              | 11:11 | 13:10 | 4:2   | 9:9   |       | 37:32 |

(Alle Zeiten sind Ortszeit)

### Gruppe B
| Rang | Land                   | S | G | V | Punkte  | Diff. |
| ---- | ---------------------- | - | - | - | ------- | ----- |
| 1    | Australien             | 3 | 3 | 0 | 129:111 | +18   |
| 2    | Vereinigtes Königreich | 3 | 2 | 1 | 115:116 | −1    |
| 3    | Neuseeland             | 3 | 1 | 2 | 116:109 | +7    |
| 4    | Deutschland            | 3 | 0 | 3 | 102:126 | −24   |

| Spiel | Datum                         | Begegnung              | Begegnung | Begegnung              | Q1    | Q2    | Q3    | Q4    | Verl. | Erg.  |
| ----- | ----------------------------- | ---------------------- | --------- | ---------------------- | ----- | ----- | ----- | ----- | ----- | ----- |
| 1     | 12. September 2008, 18:00 Uhr | Australien             | -         | Deutschland            | 13:8  | 11:12 | 10:6  | 13:10 |       | 47:36 |
| 1     | 12. September 2008, 20:00 Uhr | Vereinigtes Königreich | -         | Neuseeland             | 9:9   | 7:7   | 10:9  | 13:13 |       | 39:38 |
| 2     | 13. September 2008, 18:00 Uhr | Australien             | -         | Neuseeland             | 9:8   | 8:8   | 11:12 | 11:10 |       | 39:38 |
| 2     | 13. September 2008, 20:00 Uhr | Vereinigtes Königreich | -         | Deutschland            | 10:11 | 12:9  | 8:5   | 9:10  |       | 39:35 |
| 3     | 14. September 2008, 18:00 Uhr | Australien             | -         | Vereinigtes Königreich | 9:10  | 10:9  | 9:8   | 15:10 |       | 43:37 |
| 3     | 14. September 2008, 20:00 Uhr | Neuseeland             | -         | Deutschland            | 7:5   | 10:9  | 11:8  | 12:9  |       | 40:31 |

(Alle Zeiten sind Ortszeit)

## Finalrunde

### Erster bis vierter Platz
|  | Halbfinale                    | Halbfinale                    |                               |    | Finale                        | Finale                        |
|  |                               |                               |                               |    |                               |                               |
|  | Vereinigte Staaten            | 35                            |                               |    |                               |                               |
|  | Vereinigtes Königreich        | 32                            |                               |    |                               |                               |
|  | 15. September 2008, 18:00 Uhr |                               |                               |    |                               |                               |
|  |                               |                               | 16. September 2008, 20:00 Uhr |    |                               |                               |
|  | Vereinigte Staaten            | 53                            |                               |    |                               |                               |
|  |                               | Australien                    | 44                            |    |                               |                               |
|  |                               |                               |                               |    |                               |                               |
|  | Spiel um Platz drei           |                               |                               |    |                               |                               |
|  | 15. September 2008, 20:00 Uhr | 15. September 2008, 20:00 Uhr | Vereinigtes Königreich        | 41 |                               |                               |
|  | Australien                    | 41                            | Kanada                        | 47 |                               |                               |
|  | Kanada                        | 40                            |                               |    | 16. September 2008, 18:00 Uhr | 16. September 2008, 18:00 Uhr |

### Fünfter bis achter Platz
|  | Klassifizierungsrunde         | Klassifizierungsrunde         |                               |    | Spiel um Platz fünf           | Spiel um Platz fünf           |
|  |                               |                               |                               |    |                               |                               |
|  | Japan                         | 38                            |                               |    |                               |                               |
|  | Deutschland                   | 39                            |                               |    |                               |                               |
|  | 15. September 2008, 13:00 Uhr |                               |                               |    |                               |                               |
|  |                               |                               | 16. September 2008, 15:00 Uhr |    |                               |                               |
|  | Deutschland                   | 25                            |                               |    |                               |                               |
|  |                               | Neuseeland                    | 28                            |    |                               |                               |
|  |                               |                               |                               |    |                               |                               |
|  | Spiel um Platz sieben         |                               |                               |    |                               |                               |
|  | 15. September 2008, 15:00 Uhr | 15. September 2008, 15:00 Uhr | Japan                         | 58 |                               |                               |
|  | Neuseeland                    | 47                            | Volksrepublik China           | 32 |                               |                               |
|  | Volksrepublik China           | 34                            |                               |    | 16. September 2008, 13:00 Uhr | 16. September 2008, 13:00 Uhr |

## Medaillengewinner
| Platz | Land               | Sportler |
| ----- | ------------------ | --- |
| 1     | Vereinigte Staaten | Andy Cohn, Will Groulx, Scott Hogsett, Bryan Kirkland (Kapitän), Norm Lyduch, Seth McBride, Jason Regier, Nick Springer, Chance Sumner, Joel Wilmoth, Mark Zupan Trainer: James Gumbert                                    |
| 2     | Australien         | Bryce Alman, Ryley Batt, Grant Boxall, Shane Brand, Cameron Carr, Nazim Erdem, George Hucks, Steve Porter (Kapitän), Ryan Scott, Greg Smith, Scott Vitale Trainer: Brad Dubberley                                          |
| 3     | Kanada             | Ian Chan, Jason Crone, Jared Funk, Garett Hickling, Trevor Hirschfield, Fabien Lavoie, Say Luangkhamdeng, Daniel Paradis, Erika Schmutz, Patrice Simard, Mike Whitehead, David Willsie (Kapitän) Trainer: Benoit Labrecque |